# Реагування на надзвичайні ситуації техногенного та природного характеру
Реагування на надзвичайні ситуації техногенного та природного характеру - скоординовані дії підрозділів єдиної державної системи щодо реалізації планів локалізації та ліквідації аварії (катастрофи), уточнених в умовах конкретного виду та рівня надзвичайної ситуації техногенного та природного характеру, з метою надання невідкладної допомоги потерпілим, усунення загрози життю та здоров'ю людей, а також рятувальникам у разі необхідності.

## Оперативно-рятувальна служба України
Кодексом цивільного захисту України головним  аварійно-рятувальним підрозділом держави визначено Оперативно-рятувальну службу цивільного захисту України Державної служби України з надзвичайних ситуацій.